# Sepioteuthis
Genre
Synonymes
- Chondrosepia Rüppell & Leuckart, 1828[1]

Sepioteuthis est un genre de calmars de la famille des Loliginidae.

## Description et caractéristiques
Les représentants du genre Sepioteuthis sont le plus souvent de petits calmars de récifs, capables de bioluminescence.

## Liste des espèces
Selon World Register of Marine Species (15 octobre 2020) :
- Sepioteuthis australis Quoy & Gaimard, 1832, Calamar de roche austral
- Sepioteuthis lessoniana Lesson, 1830, calmar récifal à grandes nageoires
- Sepioteuthis loliginiformis (Rüppell & Leuckart, 1828)
- Sepioteuthis sepioidea (Blainville, 1823), calmar de récifs des Caraïbes.

## Galerie

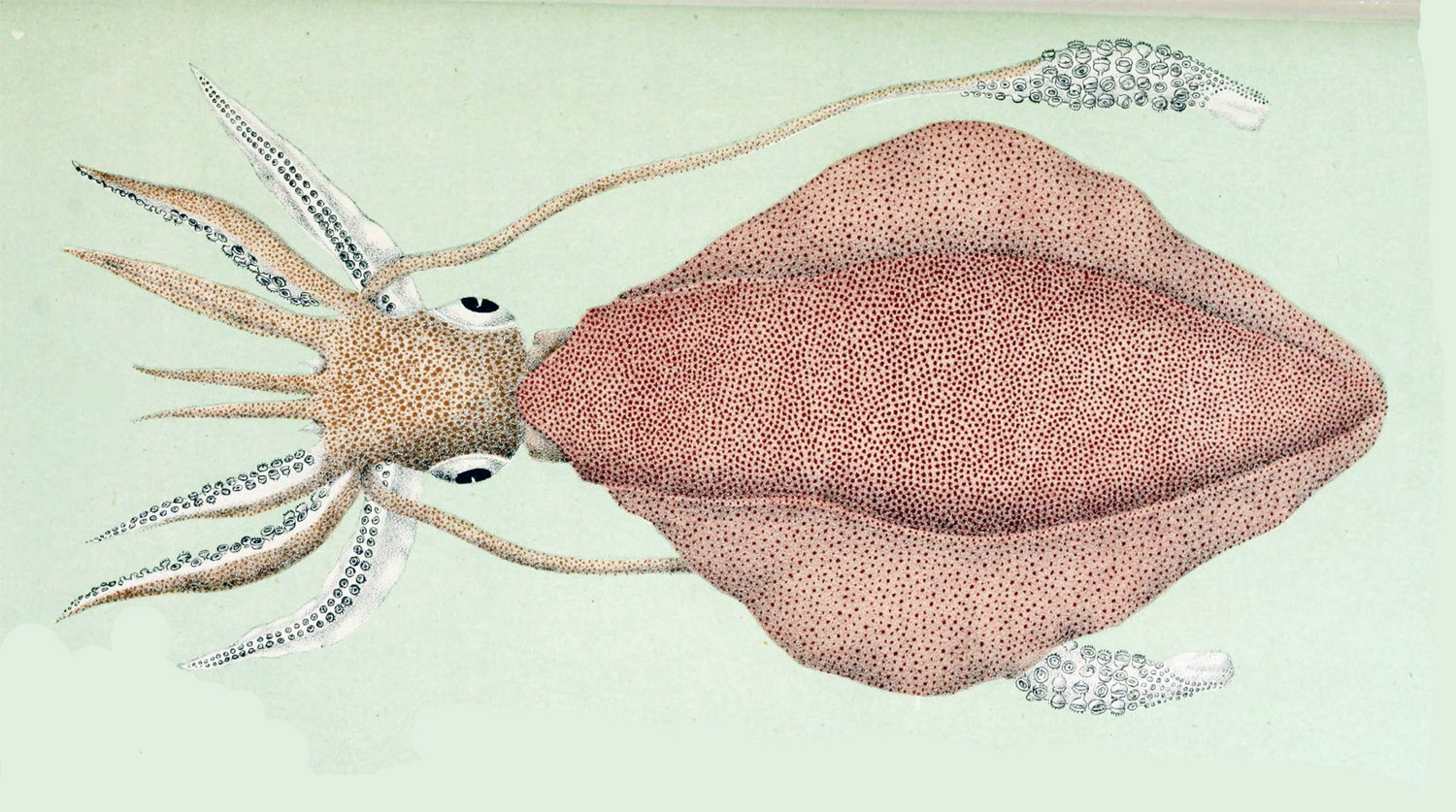
Sepioteuthis australis.
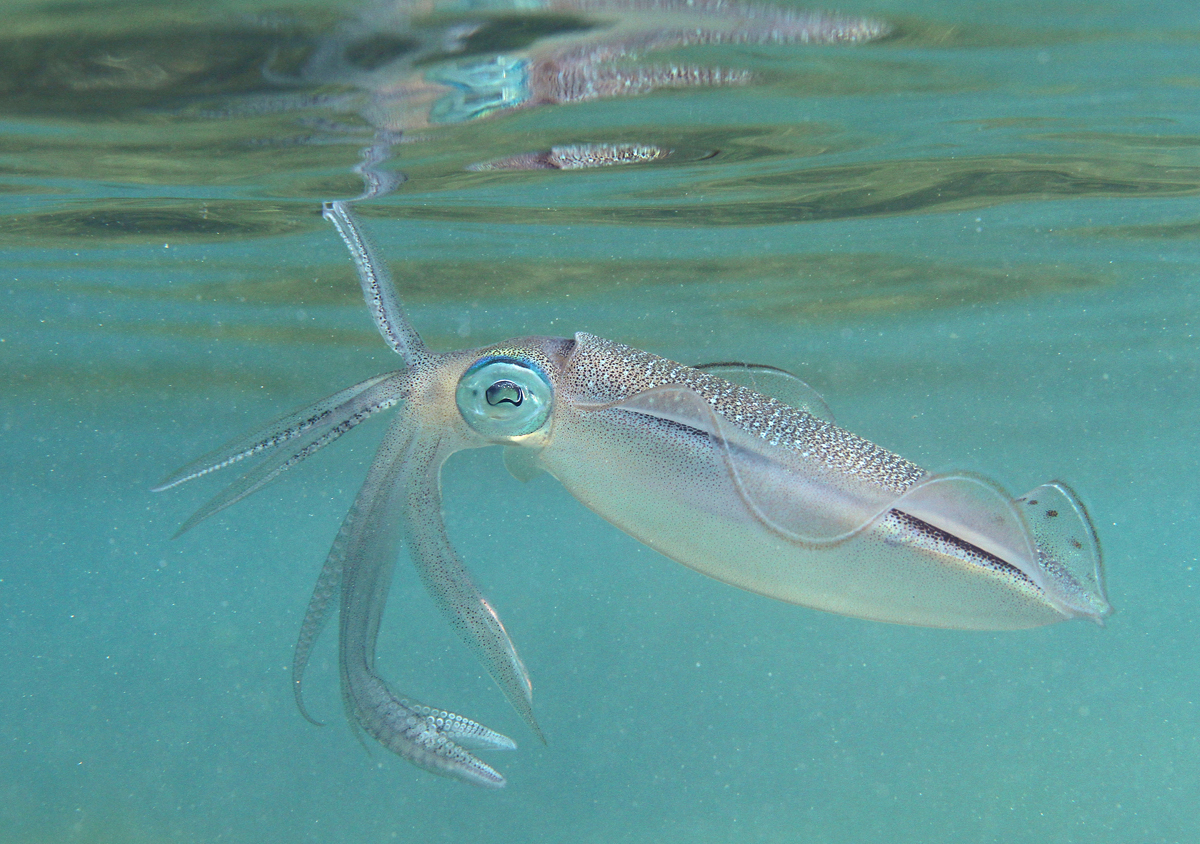
Sepioteuthis lessoniana.
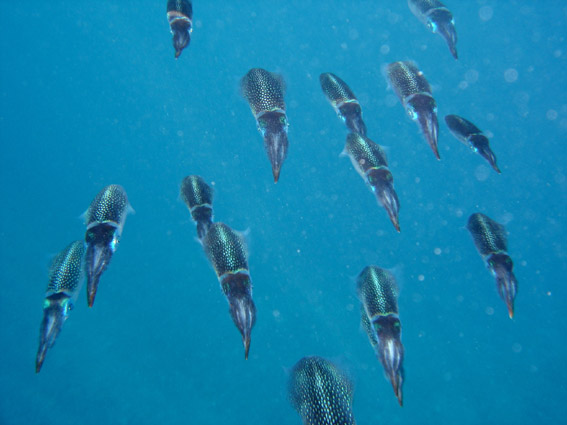
Un banc de Sepioteuthis lessoniana.
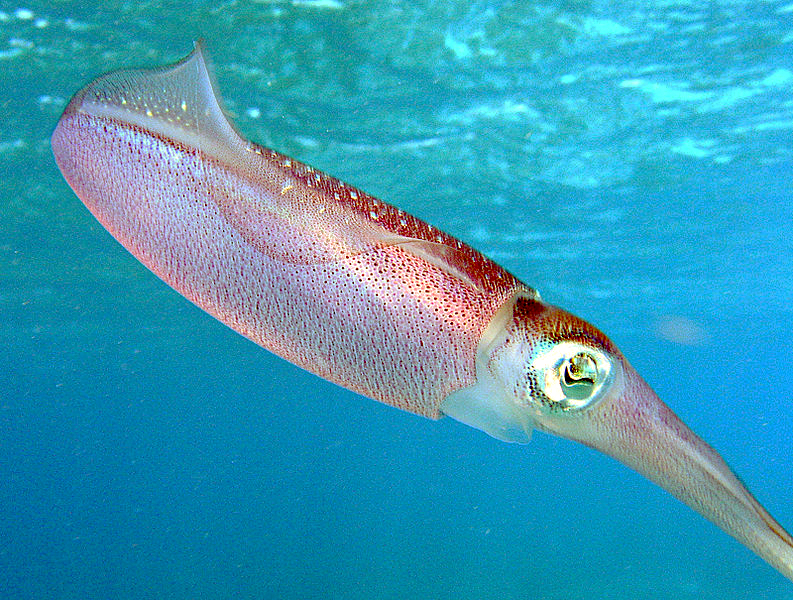
Sepioteuthis sepioidea.
Sepioteuthis sepioidea.